# Hydriomena praemundata
Hydriomena praemundata là một loài bướm đêm trong họ Geometridae.